# Бур-Сен-Кристоф
Бур-Сен-Кристо́ф (фр. Bourg-Saint-Christophe) — коммуна во Франции, находится в регионе Рона — Альпы. Департамент — Эн. Входит в состав кантона Мексимьё. Округ коммуны — Бурк-ан-Брес.
Код INSEE коммуны — 01054.

## География
Коммуна расположена приблизительно в 360 км к юго-востоку от Парижа, в 45 км севернее Лиона, в 36 км к западу от Бурк-ан-Бреса.

## Климат
Климат полуконтинентальный с холодной зимой и тёплым летом. Дожди бывают нечасто, в основном летом.

## Население
Население коммуны на 2010 год составляло 1173 человека.
| 1962 | 1968 | 1975 | 1982 | 1990 | 1999 | 2010 |
| ---- | ---- | ---- | ---- | ---- | ---- | ---- |
| 447  | 507  | 515  | 659  | 716  | 824  | 1173 |

## Экономика
В 2010 году среди 764 человек трудоспособного возраста (15—64 лет) 601 были экономически активными, 163 — неактивными (показатель активности — 78,7 %, в 1999 году было 71,3 %). Из 601 активных жителей работали 579 человек (302 мужчины и 277 женщин), безработных было 22 (9 мужчин и 13 женщин). Среди 163 неактивных 64 человека были учениками или студентами, 55 — пенсионерами, 44 были неактивными по другим причинам.

## Фотогалерея
- Мэрия-школа
- Военный мемориал
- Кладбище
- Крест